# 中山教頭の人生テスト
『中山教頭の人生テスト』は、2025年に製作された日本のヒューマンドラマ映画。

監督・脚本は『教誨師』や『夜を走る』の佐向大。
2019年公開の映画『半世界』で第34回高崎映画祭の最優秀助演男優賞、第32回日刊スポーツ映画大賞の助演男優賞を受賞し、屈指の演技派俳優として知られる渋川清彦が主演を務めた。
2025年6月20日より東京・新宿武蔵野館、YEBISU GARDEN CINEMAほか全国劇場にて公開。

## 概要
山梨県の小学校を舞台に、校長になるための昇進試験を控えるごく平凡な教頭・中山晴彦が個性豊かな児童や教師、保護者たち、そして自身の家族との関わりの中で成長していく姿を描いたヒューマンドラマ。
晴彦が臨時で担任を受け持つ5年1組の生徒役はオーディションで選出されており、ドラマ『新宿野戦病院』の櫛田遙流、映画『片思い世界』の太田結乃、ドラマ『ライオンの隠れ家』の大角英夫らが参加している。

## あらすじ
優柔不断な小学校の教頭・中山晴彦（渋川清彦）。上司である校長（石田えり）や教育委員会、部下の職員、教え子の児童たち、あげくは一人娘（希咲うみ）からも板挟みにあい、職場でも家庭でも孤立した毎日を過ごしている。
ある日、生徒に厳しすぎる態度をとっていた5年1組の担任・黒川（渡部秀）に対して学校から指導が入る。すると、黒川は翌日から出勤しなくなってしまう。晴彦は黒川の代理として、突如5年1組の担任を任されることになった。
無邪気な児童、そしてクラス内で起こる家庭問題、いじめ問題に対し真摯に向き合おうとしつつも、角の立たないよう、のらりくらりとした態度の晴彦。また、教師としての格が上がり、生活的余裕を得るために臨んでいる校長試験の勉強も、問題を抱える状況の中ではどこか身が入らない。
校長試験の前に晴彦に立ちはだかる、教師として、人間としての試練。
さまざまな問いの中、晴彦が導き出す答えとは――。

## キャスト
- 中山晴彦：渋川清彦
- 椎名香澄：高野志穂
- 中山未散：希咲うみ
- 黒川良太郎：渡部秀
- 葉山源：高橋努
- 岸本雄：風間杜夫
- 鷹森真希：石田えり
- 増田礼央奈：櫛田遙流
- 富沢愛里沙：太田結乃
- 本間竜之介：大角英夫
- 杉田茉莉：矢部玲奈
- 宮本健人：笹木祐良
- 佐々木悠馬：田野井健
- 川面千晶
- 橋本拓也
- 足立智充
- 安藤聖
- 大鶴義丹

## スタッフ
- 脚本・監督：佐向大
- 企画原案プロデューサー：小池和洋
- エグゼクティブ・プロデューサー：鈴木祐介、坂岡功士、大杉弘美
- プロデューサー：松田広子、角田陸
- ラインプロデューサー：小林且弥
- 音楽：Dflat
- 撮影：沖村志宏
- 照明：原由巳
- 録音：弥栄裕樹
- 美術：安藤真人
- 衣装：熊田侑里子
- ヘアメイク：西村桜子
- 編集：脇本一美
- 助監督：玉澤恭平
- 制作担当：小玉直人
- 制作プロダクション：STUDIO NAYURA

製作：「中山教頭の人生テスト」製作委員会
配給：ライツキューブ